# Holíč
Holíč és una ciutat d'Eslovàquia. Es troba a la regió de Trnava.

## Història
La primera menció escrita de la vila es remunta al 1205.

## Demografia
| Godina             | 1994   | 2004   | 2014   | 2024   |
| ------------------ | ------ | ------ | ------ | ------ |
| Nombre de persones | 11.261 | 11.617 | 11.181 | 10.858 |
| Diferència         |        | +3,16% | −3,75% | −2,88% |

| Godina             | 2023   | 2024   |
| ------------------ | ------ | ------ |
| Nombre de persones | 10.928 | 10.858 |
| Diferència         |        | −0,64% |

## Ciutats agermanades
- Hložany, Sèrbia
- Hodonín, República Txeca
- Hollabrunn, Àustria

## Galeria d'imatges

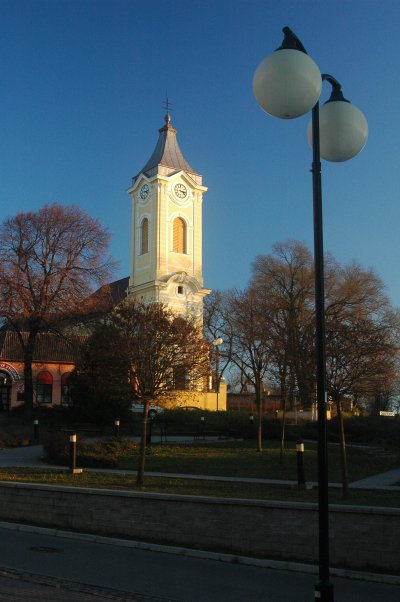
Església
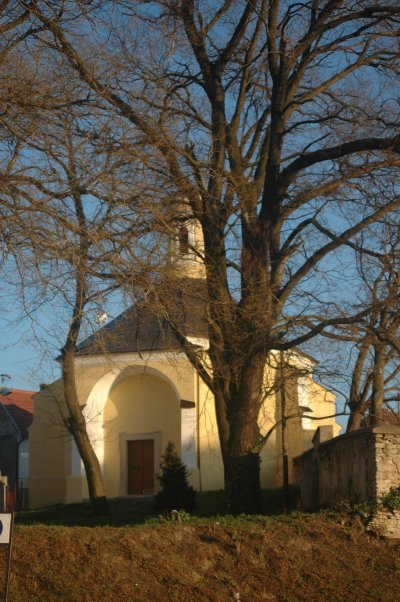
Capella
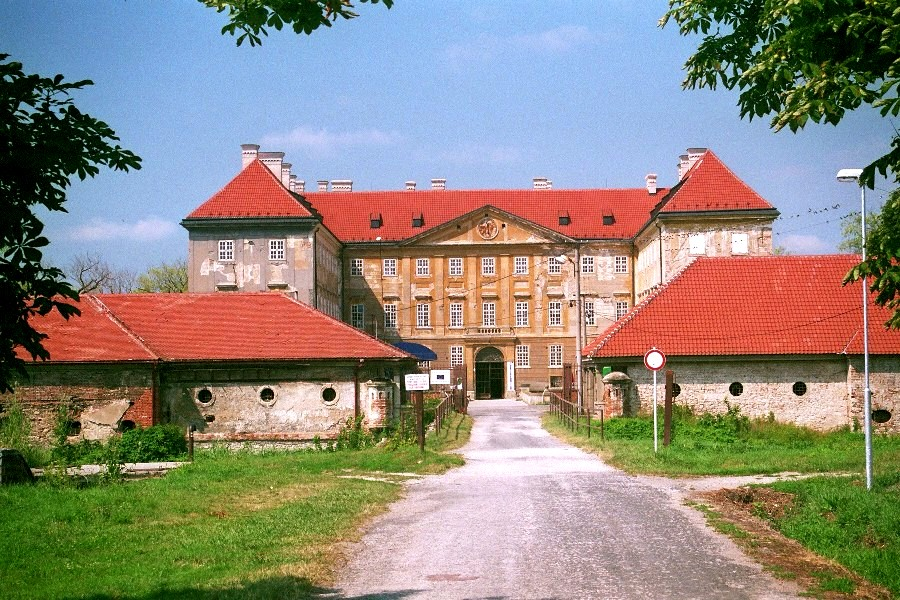
Castell
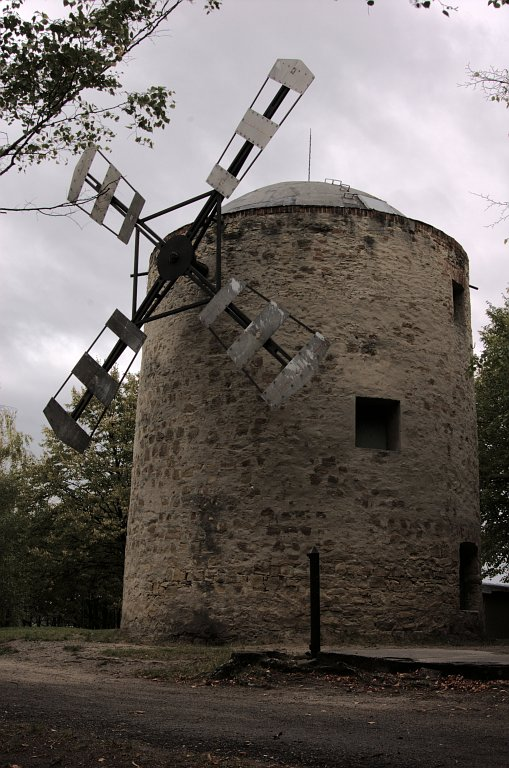
Molí

1. 1 2  «Počet obyvateľov podľa pohlavia - obce (ročne) [om7101rr_obce=AREAS_SK]».   Statistical Office of the Slovak Republic, 31-03-2025. [Consulta: 31 març 2025].